# 安江嘉純
安江 嘉純（やすえ よしずみ、1992年5月26日 - ）は、愛知県豊明市出身の元プロ野球選手（投手）。右投右打。NPBでは育成選手であった。

## 経歴
小学1年の時に野球を始める。高校は岐阜県の中京高等学校に進むも、外野手および2番手投手を務め、愛知学泉大学進学後に本格的に投手を務める。
2015年よりベースボール・チャレンジ・リーグの石川ミリオンスターズに所属。2016年に22試合登板し146回を投げて16勝1敗・131奪三振で最多勝と最多奪三振の投手2タイトルを獲得。さらに防御率も1.79と成績を残す。
2016年度プロ野球ドラフト会議で千葉ロッテマリーンズから育成選手枠1位で指名を受け、支度金300万円・年俸240万円（金額は推定）で契約する。背番号は121。
11月2日に石川県金沢市内で行われた指名挨拶では、「とても嬉しいです。まずは支配下登録を目指して頑張ります。一日でも早く、一軍でプレーをしたい」とコメントした。
2018年10月1日に来季契約を更新しない事が発表された。10月31日、自由契約公示。
2019年4月22日、地元愛知のクラブチーム・スポーツ総合学園SEEDの監督就任が発表された。

## 詳細情報

### 年度別投手成績
- 一軍公式戦出場なし

### 独立リーグでの投手成績
| 年 度     | 球 団     | 登 板 | 完 投 | 勝 利 | 敗 戦 | セ ｜ ブ | 勝 率 | 打 者 | 投 球 回 | 被 安 打 | 被 本 塁 打 | 与 四 球 | 与 死 球 | 奪 三 振 | 暴 投 | ボ ｜ ク | 失 点 | 自 責 点 | 防 御 率 | 奪 三 振 率 | W H I P |
| --------- | --------- | ----- | ----- | ----- | ----- | -------- | ----- | ----- | -------- | -------- | ----------- | -------- | -------- | -------- | ----- | -------- | ----- | -------- | -------- | ----------- | ------- |
| 2015      | 石川      | 34    | 0     | 3     | 2     | 0        | .600  | 213   | 49.0     | 50       | 1           | 19       | 1        | 27       | 2     | 1        | 25    | 18       | 3.31     | 4.96        | 1.41    |
| 2016      | 石川      | 22    | 3     | 16    | 1     | 0        | .941  | 576   | 146.0    | 113      | 5           | 27       | 6        | 131      | 3     | 0        | 39    | 29       | 1.79     | 8.08        | 0.96    |
| 通算：2年 | 通算：2年 | 56    | 3     | 19    | 3     | 0        | .864  | 789   | 195.0    | 163      | 6           | 46       | 7        | 158      | 5     | 1        | 64    | 47       | 2.17     | 7.29        | 1.07    |

### 背番号
- 18 （2015年 - 2016年）
- 121 （2017年 - 2018年）